# 페리 밀러
페리 길버트 에디 밀러(Perry Gilbert Eddy Miller, 1905년 2월 25일 - 1963년 12월 9일)는 미국 출신의 역사학자이다. 하버드 대학교에서 재직하면서 청교도 특히 미국 초기 역사에 대한 많은 업적을 남겼다.  조나단 에드워즈에 대한 전기로 유명하며 무신론자로써 세속적 관점에서 청교도를 해석한 점에서 다른 역사학자와 차별성을 두고 있다. 58세의 나이에 알코올 중독으로 사망하였다.

## 특징
미국 역사 특히, 지적이고 종교적인 면에 대한 글을 많이 남겼지만, 그는 하버드 대학교에서 영어를 가르치면서, 미국 문학전통을 남긴, F.O. 매티슨과 같은 자들과 많은 교류를 하였다.  그는 중앙 아프리카의 밀림에서의 경험을 바탕으로 미국 역사의 다양한 면을 보다 생생하게 남길 의무를 느꼈다고 고백하였다.( 광야로의 심부름, viii)

## 평가
조지 마즈든은 그의 논문, '페리 밀러의 청교도의 복귀(Perry Miller's Rehabilitation of the Puritans)에서 밀러의 '뉴잉글랜드의 지성'에 대한 비평을 남겼다.
- 밀러의 그 당시 상황 즉, 지성의 르네상스의 시대에서 놀림받던 청교도를 지성의 영역으로 올려놓은 시도는 높이 평가한다.
- 밀러는 뉴잉글랜드 청교도가 가진 특성 즉, '오직 성경'과 '칼빈주의 5대 강령'등에 대한 구체적 언급없이 단지 피에르 드 라뮈의 수사학이나 논리학등에 대해 지적인 영향만을 본 것은 균형적인 면에서 옳지 않다.
- 성경구절의 언급이 없는 한, 청교도의 '그리스도 중심'의 삶에 대하여 생략함으로 그들이 가진 신앙의 요체를 무시하는 결과를 낳았다.
- 밀러는 '광야로의 심부름'에서 존 칼빈의 '기독교강요'를 읽지 않고 그를 잘못 평가하는 오류를 범하였다.

총신대학교 교수인 이상웅교수는 페리 밀러가 초자연적인 것을 자연적인 것으로 해석한다고 평가한다.

## 저서[2]
- 매사추세츠주에 있는 정통주의(Orthodoxy in Massachusetts,1933년)
- 청교도들 (The Puritans: A Source book of Their Writings ; Perry Miller and Thomas H. Johnson Ed.)
  - 인크리스 매더의 '세속적이고 난잡한 춤에 반대하는 설명서' (411쪽)
  - 존 던톤(1659-1733, 영국태생으로 뉴잉글랜드에서 출판사업을 하다가 영국으로 돌아감)의 편지들(413쪽)
  - 사라 켐블 나잇(1666-1727) 나잇 부인의 저널(425쪽)
  - 조셉 그린(1675-1715) 그린의 일기에서 발췌(448쪽)
  - 코튼 매더의 성취한 가수(451쪽)
  - 솔로몬의  스토다드(1643-1729)  몇가지 양심의 경우들에 대한 대답 (454쪽)
  - 전기와 편지들: 캡틴 존 언더힐(459쪽)
  - 존 윈스럽 : 윈스럽의 편지들 (465쪽)
  - 토머스 셰퍼드 (1605년):  토머스 셰퍼드의 자서전(471쪽)

- 광야로의 심부름(Errand into the Wilderness)
- 뉴잉글랜드의 지성 (The New England Mind : 미국 혁명에서 시민전쟁까지. 1966년 퓰리쳐 상 수상작.)
- 17세기 뉴잉글랜드의 지성 (The New England Mind in Seventeenth Century)
- 조나단 에드워즈 전기 (Jonathan Edwards Biography) : 조나단 에드워즈의 학문적인 면을 총괄적으로 살펴본 작품.
- 자연의 나라(Nature's Nation)
- 초월주의, 앙똘로지 ( Transcendentalism. Anthology) : 랠프 월도 에머슨, 헨리 데이비드 소로 등의 인물들의 전기적 모음집.
- 중도 언약 ( Halfway Covenant )[3]

## 같이 보기
- 청교도
- 조너선 에드워즈